# La Creu del Cementiri
La Creu del Cementiri és una obra de Benissanet (Ribera d'Ebre) inclosa a l'Inventari del Patrimoni Arquitectònic de Catalunya.

## Descripció
Situada al nord del nucli urbà de la població de Benissanet, pràcticament davant de la porta d'accés al cementiri municipal.
Es tracta d'una creu de pedra situada damunt d'un basament format per dos graons i un pedestal de base quadrada, decorat amb dos relleus figuratius a mode de medallons. Damunt del pedestal hi ha el fust, de planta hexagonal i decorat amb tres imatges religioses en relleu. El fust està rematat per un capitell d'ordre compost damunt del que s'assenta una creu amb la imatge de Crist crucificat i, darrere seu, la verge.

## Història
Creu que substitueix les restes de l'antiga creu de terme.